# Inchiostro sublimatico
Gli inchiostri usati per la termostampa per sublimazione sono detti anche dispersi, e sono veicolati a mezzo di resine (etilcellulosa), che permettono ai pigmenti di questo particolare tipo di essere stampati per mezzo delle normali macchine da stampa, e contemporaneamente non ne inibiscono la gassificazione. 
Generalmente questi pigmenti sono limitati nella gamma cromatica in quanto essendo di origine organica non possono contenere metalli pesanti come il biossido di titanio (bianco).
Sono pertanto colori trasparenti e assorbono e integrano la tonalità del fondo su cui vengono trasferiti (analogamente ad un evidenziatore), pertanto non sono applicabili su fondi neri.